# Neosulcatispora
Neosulcatispora is een geslacht van schimmels behorend tot de familie Phaeosphaeriaceae. De typesoort is Neosulcatispora agaves.

## Soorten
Volgens Index Fungorum telt het geslacht twee soorten (peildatum februari 2022):
| Soortnaam                   | Auteur(s)           | Publicatiejaar |
| --------------------------- | ------------------- | -------------- |
| Neosulcatispora agaves      | Crous & M.J. Wingf. | 2015           |
| Neosulcatispora strelitziae | Crous & M.J. Wingf. | 2016           |